# Ministère de la Défense (Éthiopie)
Pour les articles homonymes, voir Ministère de la Défense.
Le ministère éthiopien de la Défense  est une partie du gouvernement et de l'administration de l'Éthiopie, chargée des questions concernant la défense du pays. Il supervise en particulier l'armée éthiopienne et l'industrie de défense de l'Éthiopie.
En vertu de l'article 87 de la Constitution éthiopienne de 1994, le poste de ministre de la Défense est réservé à un civil. 
Son titulaire est Aisha Mohammed Mussa depuis le 20 mai 2024.

## Ministres de la Défense
- 2005-2008 : Kuma Demeksa
- 2008-2018 : Siraj Fergessa
- 2018-2019 : Aisha Mohammed Mussa
- 2019-2020 : Lemma Megersa
- 2020-2021 : Kenea Yadeta
- 2021-2024 : Abraham Belay
- Depuis 2024 : Aisha Mohammed Mussa